# Bothriocera dampfi
Bothriocera dampfi är en insektsart som beskrevs av Caldwell 1943. Bothriocera dampfi ingår i släktet Bothriocera och familjen kilstritar. Inga underarter finns listade i Catalogue of Life.